# سوککیو کامیاما
سوککیو کامیاما (انگلیسی: Sukekiyo Kameyama; ۹ نوامبر ۱۹۵۴ – ۲۶ ژانویهٔ ۲۰۱۳) بازیگر، و صداپیشه اهل ژاپن بود. وی بین سال‌های ۱۹۷۷ تا ۲۰۱۳ میلادی فعالیت می‌کرد.